# Acerentulus catalanus
Acerentulus catalanus är en urinsektsart som beskrevs av Bruno Condé 1951. Acerentulus catalanus ingår i släktet Acerentulus och familjen lönntrevfotingar. Inga underarter finns listade i Catalogue of Life.